# Cantharis annularis
Cantharis annularis – gatunek chrząszcza wielożernego z rodziny omomiłkowatych.
Chrząszcz ten występuje w Europie środkowej i południowej (w tym Czechy i Słowacja), europejskiej Rosji, Ukrainie, Syberii Wschodniej i Zachodniej, Kazachstanie, Turcji, Iranie i Mongolii.